# Enric Ainsa i Puig
Enric Ainsa i Puig (Barcelona, 9 d'octubre 1969) és un activista i filòsof català. Llicenciat en filosofia i expert en filosofia moral i política, ha treballa també de consultor analista en tecnologies de la informació.
Amb Miquel Strubell, Pere Pugés, Miquel Sellarès és un dels quatre fundadors de l'Assemblea Nacional Catalana, sovint anomenat «els quatre d'Arenys» que concebien com un un moviment cívic, transversal, apartidista i popular.
Militant actiu en l'àmbit de l'independentisme al Segrià, va ser conseller nacional d'ERC sota la secretaria d'Àngel Colom. L'any 1992 va ser condemnat per injúries en un article a la premsa en el que denunciava els impediments per exercir el dret a vot. Acabà desenganyat de la vida política i decidí tornar a l'activisme polític. Va impulsar el projecte Projecte66 en favor de la recuperació de la llengua catalana a la Catalunya del Nord. Va ser responsable de les relacions exteriors de l'Ateneu Sobiranista Català. L'any 2010 es va presentar pel Bloc Sobiranista Català a les eleccions Eleccions al Parlament de Catalunya per la demarcació de Lleida.
Va ser consagrat sacerdot anglicà l'any 2022 a la Església Espanyola Reformada Episcopal i, després de renunciar a la mateixa al juliol de 2025, actualment és prevere anglicà i missioner de la Comunitat Ecumènica Cristiana Jaume Masvidal (CEC-Masvidal). Desenvolupa tasques socials i pastorals en països com Bolívia, l'Argentina, Guinea Equatorial i el Marroc, entre d'altres.

## Obra escrita
- La Cultura: Naturalesa humana i destrucció de l'homo moralis kantià, 2010.
- Els Orígens de l'Assemblea Nacional Catalana: les indiscrecions del majordom 2012[12]
- Sencillamente cristiano : una espiritualidad monacal reformada, 2014[13]